# Face-84
Face-84 var ett dansband från Varberg i Sverige. Alla originalmedlemmarna var födda 1984, därav namnet, och de hade spelat ihop sedan de gick i gymnasieskolan. 2006 spelade de tillsammans med andra mer etablerade dansband på Dansmaran i Örnsköldsvik och Härnösand. Sin stora offentliga debut skedde lite senare, i och med deltagandet i den svenska Melodifestivalen 2008, där de framförde låten "Alla gamla x". Musiken skrevs Lars "Dille" Diedricson, som tidigare har gjort vinnarbidrag till bland annat Charlotte Perrelli och Martin Hedström, medan texten skrevs av Wille Crafoord. Låten framfördes i första deltävlingen i Göteborg den 9 februari 2008, där bidraget kom sist och slogs ut. Face-84 deltog i Dansbandskampen i Sveriges Television den 22 november 2008. I juli 2009 slutade trummisen Sofia Helgesson och ersattes av Gabriela Arsén, född 1989 i Alingsås, och bandet fick därmed sin första medlem som inte var född 1984 . 2010 sände TV4 Plus programmet Dansbandsbrudar som i flera avsnitt följde bland annat Face-84. Bandet avslutades senare under 2012.

## Medlemmar
| Medlem          | Banduppgift                     | Född             |
| --------------- | ------------------------------- | ---------------- |
| Gabriela Arsén  | trummor (från 2009)             | 18 augusti 1989  |
| Sofia Helgesson | trummor, sång (till 2009)       | 20 december 1984 |
| Josefin Hansson | bas, sång                       | 7 november 1984  |
| Emma Karlsson   | gitarr, sång, munspel, dragspel | 11 oktober 1984  |
| Sara Carlsson   | keyboard, sång                  | 19 juli 1984     |

## Diskografi

### Singlar
- 2007 - "Big Step"
- 2008 - "Alla gamla X"
- 2010 - "Sommarstad"

### Album
- 2009 - Till alla er som väntat
- 2011 - Här kommer det tjejer